# Ressel Orla
Ressel Orla, nata Theres Anna Ochs (Bolzano, 18 maggio 1889 – Berlino, 23 luglio 1931), è stata un'attrice austriaca.

## Biografia
Nata a Bolzano (all'epoca impero austro-ungarico), cominciò la sua carriera nel 1907 al Metropoltheater di Hannover. Attrice teatrale, recitò al Deutschen Theater e allo Schauburg. Nel 1911, lavorò a Düsseldorf e nel 1912, a Bad Nenndorf. Tornata a Berlino, si fece notare al Residenztheater. Venne scoperta da Walter Turszinsky, sceneggiatore e regista, che scrisse Die Firma heiratet: il film, interpretato tra gli altri anche da Ernst Lubitsch, uscì in Italia con il titolo La ditta si sposa. Il ruolo più importante sostenuto da Ressel Orla fu quello di Lio Sha in Die Spinnen, il dittico di Fritz Lang.
A causa di una grave malattia che l'avrebbe portata alla morte, Orla si ritirò dalle scene nel 1929, rinunciando alla sua professione. Morì il 23 luglio 1931 a Berlino all'età di quarantadue anni.

## Filmografia
La filmografia è completa. Quando manca il nome del regista, questo non viene riportato nei titoli
- Radium, regia di Rudolf Del Zopp (1913)
- La ditta si sposa (Die Firma heiratet), regia di Carl Wilhelm (1914)
- L'orgoglio della ditta (Der Stolz der Firma), regia di Carl Wilhelm (1914)
- Musketier Kaczmarek, regia di Carl Froelich (1915)
- Fürst Seppl, regia di Carl Froelich (1915)
- Ein Wiedersehen in Feindesland, Kriegsepisode aus den heutigen Tagen, regia di Fritz Freisler (1915)
- Der Onkel aus Amerika, regia di Hans Hyan (1915)
- Der Krieg brachte Frieden (1915)
- Moscacieca (Blindekuh), regia di Ernst Lubitsch (1915)
- Hoffmanns Erzählungen, regia di Richard Oswald (1916)
- Der Sekretär der Königin, regia di Robert Wiene (1916)
- Ein Blatt Papier, regia di Joe May (1916)
- Gräfin Lukani, regia di Eugen Burg (1917)
- Die Faust des Schicksals, regia di Alwin Neuß (1917)
- Genie und Leibe, regia di Alwin Neuß (1918)
- Die Sünde, regia di Alwin Neuß (1918)
- Die Krone des Lebens, regia di Otto Rippert (1918)
- Das Todestelephon (1918)
- Das Glück der Frau Beate, regia di Alwin Neuß e Otto Rippert (1918)
- Arme Lena, regia di Otto Rippert (1918)
- Wolkenblau und Flimmerstern, regia di Josef Coenen e Wolfgang Geiger (1919)
- Narrentanz der Liebe, regia di Arthur Wellin (1919)
- Halbblut, regia di Fritz Lang (1919)
- Die Insel der Glücklichen, regia di Josef Coenen (1919)
- I ragni: Il lago d'oro (Die Spinnen, 1. Teil - Der Goldene See), regia di Fritz Lang (1919)
- Im Banne des Andern, regia di Rolf Brunner (1920)
- Die Schuld des Andern, regia di Rolf Brunner (1920)
- I ragni: La nave dei diamanti (Die Spinnen, 2. Teil - Das Brillantenschiff), regia di Fritz Lang (1920)
- Die Augen der Welt, regia di Carl Wilhelm (1920)
- Die Wölfin, regia di Rolf Brunner (1920)
- Anständige Frauen, regia di Carl Wilhelm (1920)
- Die Sippschaft, regia di Carl Wilhelm (1920)
- Der langsame Tod, regia di Carl Wilhelm (1920)
- Monte Carlo, regia di Fred Sauer (1921)
- Das Haus der Qualen, regia di Carl Wilhelm (1921)
- Die rote Redoute, regia di Hanns Kobe (1921)
- Hazard, regia di Frederik Larsen (1921)
- Das Mädchen, das wartet, regia di Frederik Larsen (1921)
- Satansketten, regia di Léo Lasko (1921)
- Das Mädel von Picadilly, 1. Teil, regia di Frederic Zelnik (1921)
- Das Mädel von Picadilly, 2. Teil, regia di Frederic Zelnik (1921)
- Pariserinnen, regia di Léo Lasko (1921)
- Lebenshunger, regia di Johannes Guter (1922)
- Die Beute der Erinnyen, regia di Otto Rippert (1922)
- Die Kette klirrt, regia di Paul L. Stein (1923)
- Inge Larsen, regia di Hans Steinhoff (1924)
- Die rote Maus, regia di Rudolf Meinert (1926)
- Frauen, die den Weg verloren, regia di Bruno Rahn (1926)
- Die dritte Eskadron, regia di Carl Wilhelm (1926)
- Die Abenteuer eines Zehnmarkscheines, regia di Berthold Viertel (1926)
- Elternlos, regia di Franz Hofer (1927)
- Das gefährliche Alter, regia di Eugen Illés (1927)
- Es war einmal ein treuer Husar, regia di Carl Heinz Wolff (1929)
- Lockendes Gift, regia di Fred Sauer (1929)